# Sapen (Mojolaban)
Sapen is een bestuurslaag in het regentschap Sukoharjo van de provincie Midden-Java, Indonesië. Sapen telt 5105 inwoners (volkstelling 2010).